# 陳曇朗
陳曇朗（ちん どんろう、529年 - 556年）は、南朝陳の皇族。南康愍王。

## 経歴
陳霸先の同母弟の陳休先の子として生まれた。若くして父を失い、伯父の陳霸先にその実子以上に愛された。侯景の乱が平定されると、曇朗は梁の著作佐郎を初任とした。陳霸先が長江の北に渡って広陵を包囲すると、東方光が宿預で陳霸先についたため、曇朗は杜僧明とともに淮水から泗水に入ってこれを援助した。北斉軍がやってきたため、曇朗は杜僧明とともに塁を築いて防禦した。まもなく命を受けて軍を帰すこととなり、宿預の義軍3万家を連れて長江を南に渡った。紹泰元年（555年）、陳霸先が王僧弁を殺害すると、曇朗は京口に駐屯し、知留府事をつとめた。中書侍郎に任じられ、監南徐州をつとめた。
紹泰2年（556年）、徐嗣徽・任約が北斉軍を引き連れて建康に迫り、北斉側は請和条件のひとつとして陳霸先の子甥を人質に求めた。陳霸先は請和を渋ったが、当時の梁の建康政権は弱体であり、文武の諸官らも和親を望んだ。曇朗は建康に帰ると、人質として北斉におもむいた。北斉は約定に反して、蕭軌らが徐嗣徽を従えて長江を渡り、陳霸先と戦った。陳霸先はこれを撃破して、蕭軌や東方老らを捕らえた。北斉はかれらの身柄を土地と牛馬で購おうとしたが、陳霸先は許さなかった。蕭軌らが処断されると、北斉側も報復として曇朗を晋陽で殺害した。享年は28。このとき梁と北斉の国交は断絶していたため、その死は南に伝わらなかった。
永定元年（557年）、陳が建国されると、曇朗は南康郡王に封じられた。天嘉2年（561年）、陳と北斉との関係が修復され、曇朗の死が陳に伝えられた。陳の文帝により侍中・安東将軍・開府儀同三司・南徐州刺史の位を追贈された。諡は愍といった。江徳藻と劉師知が北斉に派遣されて曇朗の柩を迎え、天嘉3年（562年）春に建康に帰還した。

## 子女
- 陳方泰
- 陳方慶
- 陳方華
- 陳方曠

## 伝記資料
- 『陳書』巻14 列伝第8
- 『南史』巻65 列伝第55